# ميخائيل جولي
ميخائيل جولي (بالإنجليزية: Michael Jolley)‏ هو مدرب كرة قدم ولاعب كرة قدم بريطاني، ولد في 30 مارس 1977 في شفيلد في المملكة المتحدة. لعب مع نادي بيرنلي.

## وصلات خارجية
- الموقع الرسمي